# Mayordomo mayor del rey de España
El mayordomo mayor del rey de España era el cargo palaciego al cuidado de la organización de la Real Casa y Patrimonio de la Corona de España.

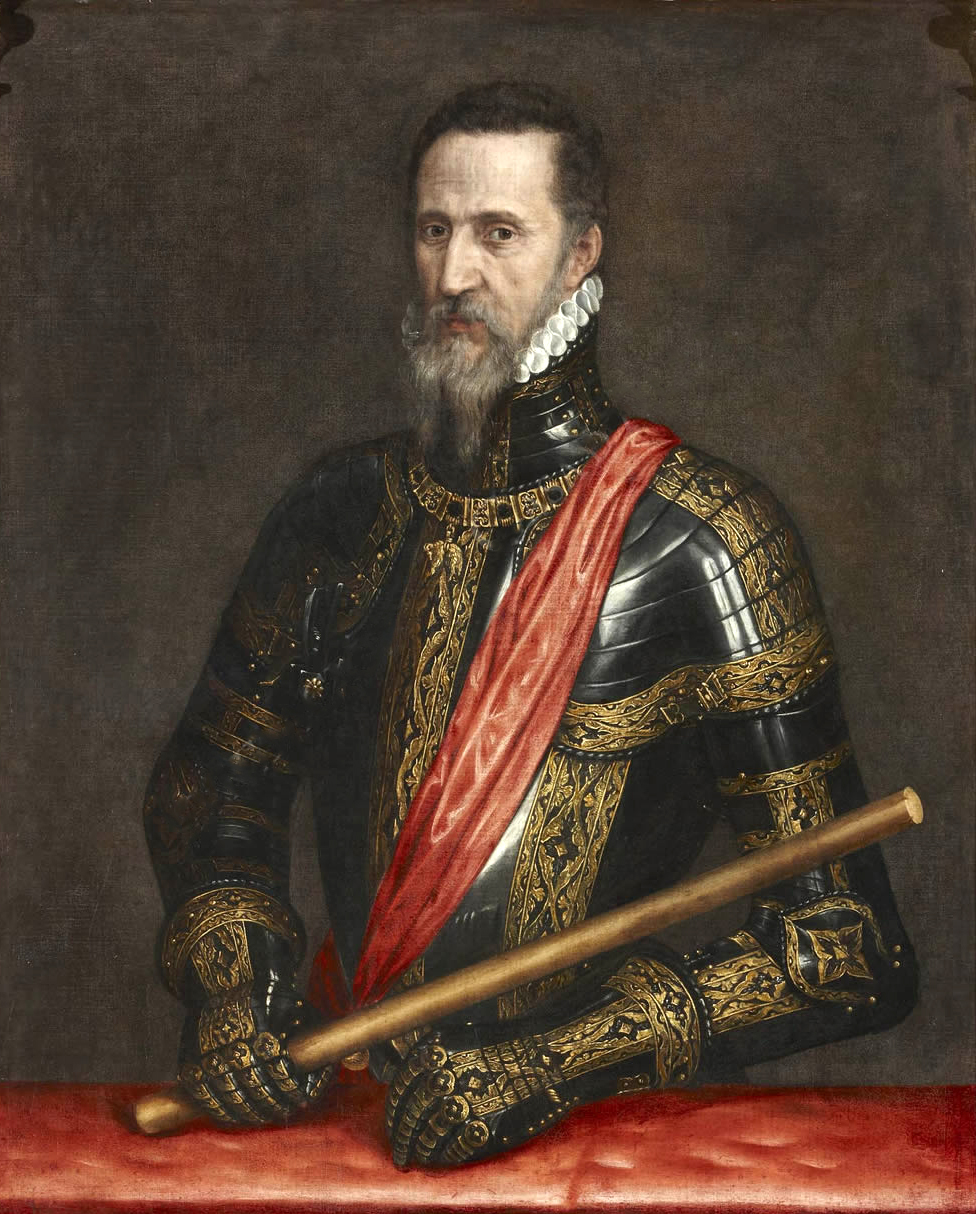
El duque de Alba, mayordomo mayor de Carlos V y Felipe II

## Antecedentes históricos
Siendo antecedente histórico de este cargo el de Mayordomo mayor del rey de León y de Castilla, del mayordomo mayor del rey de España dependía la organización entera de Palacio y su gobierno, teniendo jurisdicción tanto civil como criminal privativa en su interior, con expresa inhibición de los tribunales, jueces y ministros. El mayordomo mayor se hallaba siempre junto a la persona del rey  y el cargo, a partir del siglo XVI, debía ser desempeñado por un grande de España.
El advenimiento al trono de España del rey Felipe el Hermoso casado con Juana I de Castilla, hija de los Reyes Católicos, hizo que este trajera la llamada etiqueta borgoñona de la Corte de su abuelo Maximiliano I de Habsburgo y, por tanto, se instituyera el cargo de mayordomo mayor del rey de España con funciones semejantes a las que antes había desempeñado el mayordomo mayor del rey de Castilla. El desempeño de este cargo, como se ha dicho antes, requería ser grande de España (con la sola excepción del conde de Rius que lo fue de Amadeo I de Saboya). En la corte de los Austrias y después en la de los Borbones al mayordomo correspondía acompañar al rey en Palacio en todo momento, servir los útiles de la comida así como la almohada en los oficios religiosos. Asimismo presidía el llamado bureo, que era la instancia encargada de dirimir las diferencias entre personas al servicio regio.

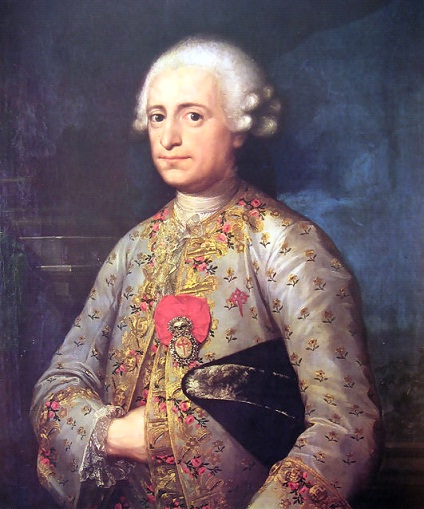
El marqués de Santa Cruz, José Joaquín de Silva-Bazán, mayordomo mayor de Carlos III y Carlos IV

## Régimen durante los siglosXIXyXX

### Régimen orgánico y funciones
Diversas disposiciones regularon en los siglos XIX y XX sus funciones debiendo destacarse más modernamente los reales decretos de 28 de octubre de 1847 y de 4 de septiembre de 1885 y las ordenanzas de 1817 y 1848.
Durante los reinados de los tres últimos reyes antes de la Segunda República, Isabel II, Alfonso XII y Alfonso XIII al mayordomo mayor correspondía la jefatura de toda la organización palaciega siendo, desde 1840, denominado el más alto responsable de tal función jefe superior de Palacio. Sólo en tres ocasiones desde entonces, todas ellas en el reinado de Alfonso XIII (aunque las dos primeras fueron durante la regencia de María Cristina de Habsburgo), la Jefatura Superior y la Mayordomía correspondieron a personas distintas. La primera, entre 1886 y 1889, en que el jefe fue el marqués de Santa Cruz y el mayordomo mayor interino el  duque de Medina Sidonia. La segunda transcurrió entre 1891 y 1900, en que la Jefatura correspondió, esta vez, al duque de Medina Sidonia y la Mayordomía al duque de Sotomayor. La última sucedió entre 1925 y 1927 en que la Jefatura la ostentó el marqués de Viana y la Mayordomía el duque de Miranda. En todas ellas, el jefe superior dispuso de mayor rango protocolario que el mayordomo.
También tradicionalmente, el  mayordomo mayor era superior jerárquicamente al sumiller de Corps, persona - sin embargo- más cercana en funciones a la real persona. Durante el reinado de Alfonso XII y parte del reinado de Alfonso XIII, hasta 1907, este último cargo fue suprimido.
En lo referente a su papel en los actos de carácter oficial, el mayordomo mayor intervenía, entre otros:
- En los nacimientos y bautizos reales donde la convocatoria se realizaba por el mayordomo mayor, ocupando este el sitio inmediato posterior al del monarca.
- En las capillas públicas donde entregaba al rey el devocionario y se situaba inmediatamente detrás.
- En el lavatorio de pobres durante la Semana Santa en que auxiliaba al monarca a servir los platos en el posterior almuerzo que se daba a aquellos.
- En la cobertura de grandes de España donde daba cuenta al rey para que este fijara el día y hora de celebración.
- En los banquetes oficiales en los que ocupaba una de las cabeceras de la mesa.
- En las audiencias en las que fijaba el día y hora para ser recibido por el monarca.
- En recepciones públicas, en que se situaba en primera posición junto al caballerizo mayor y al comandante general de Alabarderos permaneciendo tras los sillones reales.

### Privilegios, distintivo y uniforme

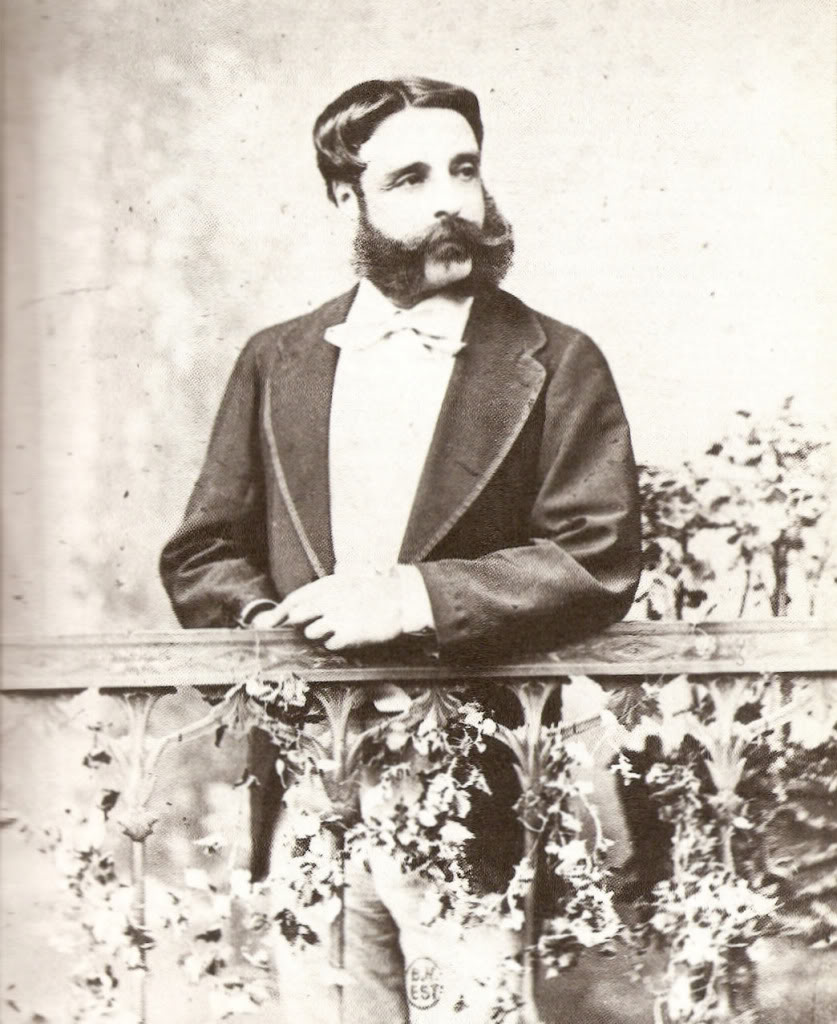
El marqués de Alcañices, mayordomo mayor de Alfonso XII.

En el reinado de Alfonso XIII el sueldo del mayordomo mayor era de 15.000 pesetas anuales y disponía de oficina y cuarto propio en el Palacio Real de Madrid. Asimismo era investido siempre de las más altas distinciones del Estado, la Orden del Toisón de Oro y el collar de la Orden de Carlos III.
El uniforme de gala del mayordomo mayor en esta época constaba de casacón con bordado en todas las costuras y disponía en Palacio de bastón de mando.

### Unidades dependientes de la Mayordomía
Del mayordomo mayor dependía la clase de ujier de Cámara y Saleta. Formaban parte de ésta antiguos criados que auxiliaban al Mayordomo estando de pie durante las audiencias o permaneciendo en el paso de la cámara a la antecámara. Asimismo dependía de él la clase palatina de rey de Armas,  como encargado de la heráldica, de los expedientes de títulos de nobleza y de la gestión de las dignidades. El decano de esa clase en 1931 era José de Rújula y Ochotorena, marqués de Ciadoncha.
También dependían de él los médicos de Cámara con un sueldo de 10 000 pesetas anuales cada uno, siendo su cargo de carácter vitalicio, debiendo únicamente asistir a la familia del rey por riguroso turno y acompañando a los reyes en viajes, cacerías etc.. Al médico de Cámara que asistía los nacimientos reales se le solía agraciar con un título nobiliario, como así fue con a Tomás Corral y Oña, primer marqués de San Gregorio o al primer conde de San Diego. En 1931 eran médicos de Cámara Ricardo Varela y Varela, Jacobo López Elizagaray y Fernando Enríquez de Salamanca.
Igualmente dependientes de mayordomo mayor se hallaban los farmacéuticos de Cámara que tenían asignado un sueldo de 7500 pesetas anuales y que producían o adquirían todos los medicamentos que habían de consumirse en Palacio. Al advenimiento de la Segunda República ocupaban este cargo Martín Bayod Martínez y Manuel Álvarez Ude.
Dependientes del mayordomo mayor se hallaban el secretario de la Mayordomía con sueldo de 7500 pesetas anuales y que gestionaba los asuntos de etiqueta. En 1931 era Emilio García de Herreros y Cortés. Si el mayordomo mayor ostentaba también el cargo de guardasellos, lo que no siempre ocurría, a él estaba adscrito el secretario de la Real Estampilla con sueldo de 6.000 pesetas anuales que gestionaba lo referente a la firma del rey y tramitaba los expedientes de cobertura de grandes de España. En 1931 ocupaba este último cargo Luis Pineda y Monserrat.
Dependía, del mismo modo, del mayordomo mayor el secretario particular del rey, que llevaba los asuntos ordinarios del monarca y era su más fiel asistente y que, durante casi todo el reinado de Alfonso XIII y en el momento de su exilio, era Emilio de Torres y González-Arnáu marqués de Torres de Mendoza.
El último cargo adscrito al mayordomo mayor era el inspector general de los Reales Palacios, el antiguo aposentador (cargo que había ocupado en el siglo XVII el pintor Diego Velázquez), con sueldo de 12.500 pesetas anuales y que era el mayordomo de facto. A la caída de la monarquía este cargo era ocupado por Luis de Asúa y Campos. Disponía de oficina en todas las residencias reales y de él dependía toda la servidumbre de las residencias y, entre ella, los celadores, los porteros de banda al pie de la escalera principal, el personal del llamado ramillete, que eran los criados que servían a la mesa real y los artesanos de los diferentes talleres (relojeros, ebanistas, cocineros, conserjes..).

## Mayordomos mayores del rey entre 1512 y 1931

### Mayordomos del rey o reina de España
El cargo de mayordomo mayor fue suprimido tras la proclamación de la Segunda República Española el 14 de abril de 1931.
| Periodo                                    | Inicio | Finalización                                                                                  | Nombre | Notas |
| ------------------------------------------ | ------ | --------------------------------------------------------------------------------------------- | ------ | ----- |
| Reinado de Carlos V (1516-1556)            |        |                                                                                               |        |       |
| 1512                                       | 1518   | Ferry de Croy, señor de Roeulx                                                                |        |       |
| 1518                                       | 1518   | Diego de Guevara, señor de Jouvel                                                             |        |       |
| 1518                                       | 1522   | Ferry de Croy, señor de Roeulx                                                                |        |       |
| 1522                                       | 1526   | Laurent de Gorrevod, conde de Pont-de-Vaux                                                    |        |       |
| 1526                                       | 1527   | Carlos de Lannoy, señor de Sanzeilles                                                         |        |       |
| 1527                                       | 1529   | Laurent de Gorrevod, conde de Pont-de-Vaux                                                    |        |       |
| 1529                                       | 1540   | Adrien de Croy, conde de Roeulx                                                               |        |       |
| 1541                                       | 1556   | Fernando Álvarez de Toledo y Pimentel, duque de Alba                                          |        |       |
| Reinado de Felipe II (1556-1598)           |        |                                                                                               |        |       |
| 1556                                       | 1582   | Fernando Álvarez de Toledo y Pimentel, duque de Alba                                          |        |       |
| 1582                                       | 1598   | Pedro López de Ayala, conde de Fuensalida                                                     |        |       |
| Reinado de Felipe III (1598-1621)          |        |                                                                                               |        |       |
| 1598                                       | 1599   | Gómez Dávila y Toledo, marqués de Velada                                                      |        |       |
| 1599                                       | 1621   | Juan Hurtado de Mendoza, duque del Infantado                                                  |        |       |
| Reinado de Felipe IV (1621-1665)           |        |                                                                                               |        |       |
| 1621                                       | 1624   | Juan Hurtado de Mendoza, duque del Infantado                                                  |        |       |
| 1629                                       | 1639   | Antonio Álvarez de Toledo y Beaumont, duque de Alba                                           |        |       |
| 1640                                       | 1642   | Gómez de Mendoza y Manrique, conde de Castrojeriz                                             |        |       |
| 1643                                       | 1647   | Juan Alfonso Enríquez de Cabrera y Colonna, duque de Medina de Rioseco, almirante de Castilla |        |       |
| 1649                                       | 1651   | Manuel de Moura y Corte-Real, marqués de Castel-Rodrigo                                       |        |       |
| 1651                                       | 1658   | Juan Gabriel Pacheco Téllez Girón, conde de la Puebla de Montalbán                            |        |       |
| 1658                                       | 1660   | García de Avellaneda y Haro, conde de Castrillo                                               |        |       |
| 1660                                       | 1664   | Juan Gaspar Enríquez de Cabrera y Sandoval, duque de Medina de Rioseco, almirante de Castilla |        |       |
| Reinado de Carlos II (1665-1701)           |        |                                                                                               |        |       |
| 1665                                       | 1667   | Bernardo Manrique de Silva y Mendoza, marqués de Aguilar de Campoo                            |        |       |
| 1667                                       | 1671   | Antonio Álvarez de Toledo y Enríquez de Ribera, duque de Alba                                 |        |       |
| 1671                                       | 1674   | Rodrigo Díaz de Vivar de Silva y Mendoza, duque de Pastrana y duque consorte del Infantado    |        |       |
| 1674                                       | 1676   | Francisco Fernández de la Cueva y Enríquez de Cabrera, duque de Alburquerque                  |        |       |
| 1676                                       | 1696   | Íñigo Melchor Fernández de Velasco, duque de Frías, condestable de Castilla                   |        |       |
| 1699                                       | 1701   | Juan Clarós Pérez de Guzmán y Fernández de Córdoba, duque de Medina Sidonia                   |        |       |
| Reinado de Felipe V (1701-1724)            |        |                                                                                               |        |       |
| 1701                                       | 1705   | Fadrique Álvarez de Toledo Osorio y Ponce de León, marqués de Villafranca                     |        |       |
| 1705                                       | 1713   | José Fernández de Velasco y Tovar, duque de Frías                                             |        |       |
| 1713                                       | 1724   | Juan Manuel Fernández Pacheco, marqués de Villena                                             |        |       |
| Reinado de Luis I (1724)                   |        |                                                                                               |        |       |
| 1724                                       | 1724   | Juan Manuel Fernández Pacheco, marqués de Villena                                             |        |       |
| Reinado de Felipe V (1724-1746)            |        |                                                                                               |        |       |
| 1724                                       | 1725   | Juan Manuel Fernández Pacheco, marqués de Villena                                             |        |       |
| 1725                                       | 1738   | Mercurio Antonio López Pacheco, marqués de Villena                                            |        |       |
| 1738                                       | 1746   | Francesco Pico, duque de la Mirandola                                                         |        |       |
| Reinado de Fernando VI (1746-1759)         |        |                                                                                               |        |       |
| 1746                                       | 1747   | Francesco Pico, duque de la Mirandola                                                         |        |       |
| 1747                                       | 1747   | Juan Manuel López de Zúñiga y Castro, duque de Béjar,                                         |        |       |
| 1747                                       | 1753   | Fadrique Vicente Álvarez de Toledo y Moncada, marqués de Villafranca                          |        |       |
| 1753                                       | 1759   | Fernando de Silva y Álvarez de Toledo, duque de Huéscar                                       |        |       |
| Reinado de Carlos III (1759-1788)          |        |                                                                                               |        |       |
| 1759                                       | 1760   | Fernando de Silva y Álvarez de Toledo, duque de Alba                                          |        |       |
| 1760                                       | 1781   | José de Guzmán y Guevara, marqués de Montealegre                                              |        |       |
| 1781                                       | 1787   | Pedro de Alcántara Fernández de Córdoba, duque de Medinaceli                                  |        |       |
| 1787                                       | 1788   | José Joaquín de Silva-Bazán, marqués de Santa Cruz                                            |        |       |
| Reinado de Carlos IV (1788-1808)           |        |                                                                                               |        |       |
| 1788                                       | 1802   | José Joaquín de Silva-Bazán, marqués de Santa Cruz                                            |        |       |
| 1802                                       | 1805   | Diego Ventura de Guzmán y Fernández de Córdoba, marqués de Aguilar de Campoo y de Montealegre |        |       |
| 1805                                       | 1807   | José Miguel de Carvajal-Vargas y Manrique de Lara, duque de San Carlos                        |        |       |
| 1807                                       | 1808   | Benito Fernández Correa y Sotomayor, marqués de Mos                                           |        |       |
| Reinado de Fernando VII (1808 y 1814-1833) |        |                                                                                               |        |       |
| 1808                                       | 1808   | José Miguel de Carvajal-Vargas y Manrique de Lara, duque de San Carlos                        |        |       |
| 1809                                       | 1810   | Pedro María Jordán de Urríes y Fuenbuena, marqués de Ayerbe                                   | (6)    |       |
| 1814                                       | 1815   | José Miguel de Carvajal-Vargas y Manrique de Lara, duque de San Carlos                        |        |       |
| 1815                                       | 1820   | Pedro de Alcántara Álvarez de Toledo y Gonzaga, conde de Miranda del Castañar                 |        |       |
| 1820                                       | 1822   | Antonio María Ponce de León Dávila y Carrillo de Albornoz, duque de Montemar                  |        |       |
| 1822                                       | 1823   | José Gabriel de Silva-Bazán y Waldstein, marqués de Santa Cruz                                |        |       |
| 1823                                       | 1824   | Pedro de Alcántara Álvarez de Toledo y Gonzaga, conde de Miranda del Castañar                 |        |       |
| 1824                                       | 1833   | Joaquín Félix de Samaniego Urbina Pizarro y Velandia, marqués de Valverde                     | (7)    |       |
| Reinado de Isabel II (1833-1868)           |        |                                                                                               |        |       |
| 1833                                       | 1838   | Joaquín Félix de Samaniego Urbina Pizarro y Velandia, marqués de Valverde                     |        |       |
| 1838                                       | 1847   | Juan Bautista Queralt y Silva, conde de Santa Coloma                                          |        |       |
| 1848                                       | 1855   | Juan Roca de Togores y Carrasco, conde de Pinohermoso                                         | (1)    |       |
| 1855                                       | 1855   | Carlos Martínez de Irujo y McKean, duque de Sotomayor                                         | (1)    |       |
| 1856                                       | 1866   | Luis Carondelet Castaños, duque de Bailen                                                     | (1)    |       |
| 1866                                       | 1868   | Francisco Javier Arias Dávila y Matheu, conde de Puñonrostro                                  | (1)    |       |
| 1868                                       | 1868   | Antonio Marcilla de Teruel-Moctezuma y Navarro, duque de Moctezuma de Tultengo                | (1)    |       |
| 1868                                       | 1868   | José María de Ezpeleta y Aguirre Zuazo, conde de Ezpeleta de Veire                            | (1)(8) |       |
| Reinado de Amadeo I (1871-1873)            |        |                                                                                               |        |       |
| 1871                                       | 1871   | Carlos Manuel O'Donnell, duque de Tetuán                                                      | (1)    |       |
| 1872                                       | 1873   | Mariano Rius Montaner, conde de Rius                                                          | (1)    |       |
| Reinado de Alfonso XII (1875-1885)         |        |                                                                                               |        |       |
| 1875                                       | 1885   | José Osorio y Silva, marqués de Alcañices                                                     | (1)    |       |
| Reinado de Alfonso XIII (1885-1931)        |        |                                                                                               |        |       |
| 1885                                       | 1890   | José Álvarez de Toledo y Silva, duque de Medina Sidonia                                       | (2)    |       |
| 1890                                       | 1906   | Carlos Martínez de Irujo y del Alcázar, duque de Sotomayor                                    | (3)    |       |
| 1906                                       | 1907   | Manuel Felipe Falcó y Osorio, marqués de la Mina                                              |        |       |
| 1907                                       | 1925   | Andrés Avelino de Salabert y Arteaga, marqués de la Torrecilla                                | (1)(5) |       |
| 1925                                       | 1931   | Luis María de Silva y Carvajal, duque de Miranda                                              | (4)    |       |

- (1) Fue además jefe superior de Palacio. Este cargo se creó en 1847 siendo su primer titular (apenas unos meses) el marqués de Miraflores.
- (2) Mayordomo interino entre 1885 y 1889 siendo jefe superior el marqués de Santa Cruz. Jefe superior desde 1890 hasta 1900.
- (3) Jefe superior de Palacio desde 1902 y sumiller de Corps desde 1906.
- (4) Jefe superior de Palacio y sumiller de Corps desde 1927.
- (5) Fue además sumiller de Corps desde 1909.
- (6) Mayordomo mayor en el exilio en Valencay.
- (7) Mayordomo interino entre 1824 y 1833.
- (8) Mayordomo mayor en el exilio en París. También lo fueron tras el conde de Ezpeleta, el conde de Puñonrostro, el marqués de Villasegura y el conde de Parcent.

## Mayordomos mayores del rey consorte o de la reina consorte en los reinados de Isabel II, Alfonso XII y Alfonso XIII
También existió en la Corte el cargo de mayordomo mayor del rey consorte (en el reinado de Isabel II) y el de Mayordomo mayor de la Reina consorte, que podía – o no- ostentar el cargo adicional de caballerizo del rey consorte o de la reina consorte y que, dependiente del mayordomo mayor del rey, tenía funciones de jefatura del personal directamente adscrito a la persona del rey consorte o la reina consorte, así como de asistencia fuera de Palacio y de gestión de sus vehículos y transporte.
Fueron titulares de estos cargos las siguientes personas respecto de los siguientes monarcas:
-Del rey consorte Francisco de Asís de Borbón:
- Nicolás Osorio y Zayas, duque de Alburquerque, (1848-1853)
- José María Villaroel e Ibarrola, duque de la Conquista, (1853-1855)
- Francisco Pilar Rebolledo de Palafox y Soler, duque de Zaragoza, (1855)

En estos años fueron, sucesivamente, caballerizos mayores del rey consorte el marqués de Castelar, (1848-1849), el duque de la Conquista, (1849-1853), el duque de Sedaví, (1853-1854) y el duque de Medina de las Torres, (1853-1855). En 1855 se suprimió la Casa del rey consorte contando únicamente desde entonces, y hasta 1868, con el Cuarto Militar del rey, con un general jefe, un primer ayudante y cuatro segundos.
-De las reinas María de las Mercedes de Orleans y María Cristina de Habsburgo-Lorena:
- Francisco de Borja Silva-Bazán y Téllez Girón, marqués de Santa Cruz (1878-1885), quien fue además caballerizo mayor de la reina.

-De la reina Victoria Eugenia de Battenberg:
- Mariano Fernández de Henestrosa y Ortiz de Mioño, duque de Santo Mauro, (1906-1919), quien fue además caballerizo mayor de la reina.
- Lorenzo Piñeiro y Fernández de Villavicencio, marqués de Bendaña, (1919-1931), quien igualmente fue caballerizo.

## Jefe de la Casa del Rey (1975 - actualidad)
Aunque en la actualidad el cargo de mayordomo real ha desaparecido, existe un puesto de características similares: Esta figura es la de jefe de la Casa de Su Majestad el Rey, quien se encarga de su administración.